# Qarnot
Qarnot Computing est une entreprise française fondée en 2010, spécialisée dans la fourniture de puissance de calcul informatique haute performance (HPC) et d’infrastructures IT à faible empreinte carbone. Elle est pionnière dans la valorisation de la chaleur fatale informatique pour le chauffage de bâtiments, selon un modèle d’économie circulaire numérique

## Concept
Qarnot propose une approche innovante : utiliser la chaleur générée par des microprocesseurs embarqués dans des équipements de chauffage (radiateurs ou chaudières numériques) pour chauffer des bâtiments. Cette chaleur, produite selon le principe de l’effet Joule, est qualifiée de chaleur fatale, car elle est habituellement perdue dans les centres de données traditionnels. En la réutilisant localement, Qarnot réduit l’empreinte carbone des calculs informatiques jusqu’à 80 % en moyenne.

## Infrastructure
Qarnot a développé une architecture distribuée à travers des chaudières et des radiateurs numériques. Cette approche distribuée est valorisée par le Ministère de la Transition écologique comme énergie de récupération. Le radiateur et la chaudière bénéficient d’un Titre V Système qui permet un abattement de leur consommation électrique dans les calculs de conformité à la réglementation thermique 2012 et à la réglementation environnementale 2020.

## Historique
- 2010 : Paul Benoit et Miroslav Sviezeny fondent Qarnot et inventent le radiateur numérique.
- 2011 : le radiateur numérique de Qarnot est breveté[3].
- 2013 : 100 logements sociaux (75015) de la Régie immobilière de la ville de Paris (RIVP) sont chauffés par les radiateurs numériques[4],[5].
- 2018 : un bâtiment neuf chauffé par les radiateurs numériques est inauguré à Bordeaux par le pôle de solidarité du conseil départemental de la Gironde[6],[7].
- 2019 : Qarnot lance la chaudière numérique, qui grâce à des microprocesseurs embarqués permet de chauffer l’eau chaude sanitaire (ECS) nécessaire au bâtiments, piscines et réseaux de chaleur[8],[9].
- 2022 : Qarnot crée la marque Qalway dédiée à la chaleur de récupération[10],[11].
- 2023 : l'entreprise fait partie des lauréats de la première édition du programme French Tech 2030[12].

## Modèle économique
Qarnot vend de la puissance de calcul à des entreprises clientes (banques, studios d’animation, laboratoires de recherche) et installe ses équipements de chauffage dans des bâtiments. L’électricité consommée par les radiateurs ou chaudières est prise en charge par Qarnot, tandis que les utilisateurs bénéficient d’un chauffage gratuit ou à coût réduit. Ce modèle permet de mutualiser les besoins thermiques et informatiques dans une logique de durabilité.